# Leslie Mitchell MacPherson
Leslie Mitchell „Les“ MacPherson (* 17. Mai 1880 in Paika, Balranald, New South Wales; † 14. Juni 1941 in Melbourne) war ein australischer Sportler (Australian Football, Leichtathletik).

## Leben
MacPherson war der Sohn von Peter und Elizabeth MacPherson. Er besuchte die Geelong Grammar School, die Universität Melbourne und die Cornell University.
In der Saison 1898/99 spielte er Australian Football für den Melbourne Football Club.
Auf dem Weg zur Cornell University reiste er zu den Olympischen Sommerspielen 1904 in St. Louis, wo er an den Wettbewerben über 110 m Hürden, 400 m Hürden sowie im Weitsprung teilnehmen sollte. Vor Ort bemerkte er jedoch, dass die Hürden niedriger waren als jene, die er gewohnt war. Er zog sich von den Olympischen Spielen zurück, möglicherweise auch aufgrund starker Regenfälle, die die Strecke unter Wasser setzten.
MacPherson war Viehzüchter von Beruf. Zunächst arbeitete er im Familienbetrieb in Paika und pachtete danach Weerangourt Station bei Hamilton für vier Jahre. 1914 kaufte er Brandon Park, verkaufte dieses Anwesen aber wieder, um im Ersten Weltkrieg als Sergeant zu dienen. 1929 lebte er in Marathon, Toorak, Victoria.